# Lis z wyspy Cozumel
Lis Cozumel (Urocyon sp. nov., ang. Cozumel Fox) – niesklasyfikowany i nieopisany przedstawiciel rodziny psowatych. Zamieszkuje niewielką wyspę Cozumel u wybrzeży Meksyku. Podobny do mniejszego urocjona wyspowego. Lis Cozumel jest karłowatą wersją urocjona wirginijskiego (o 1/4 mniejszą), która wyewoluowała w izolacji co najmniej 13 tys. lat temu. Gatunek bliski wymarcia, ostatnimi laty nie widuje się osobników tego gatunku co może świadczyć o jego wygaśnięciu. Analizy anatomiczne kości znalezionych na Cozumel potwierdzają odrębność Lisa z Cozumel od pozostałych populacji lisa wirginijskiego i pozwalają ocenić stan populacji jako odrębną jednostkę specjacyjną noszącą status osobnego gatunku.

## Odniesienia
- Cuarón, Alfredo D.; Martinez-Morales, Miguel Angel; McFadden, Katherine W.; Valenzuela, David; & Gompper, Matthew E. (2004): The status of dwarf carnivores on Cozumel Island, Mexico. Biodiversity and Conservation 13: 317–331. PDF fulltext
- Gompper, M. E.; Petrites, A. E. & Lyman, R. L. (2006): Cozumel Island fox (Urocyon sp.) dwarfism and possible divergence history based on subfossil bones. J. Zool. 270(1): 72–77.